# 劉杳
劉杳（481年—536年），字士深，平原郡平原縣人，南北朝南梁官員與文學家。
劉杳的祖父是劉宋冀州刺史劉乘民，父親則是南齊東陽太守劉聞慰，劉杳年幼時曾被隱士明僧紹相看，明僧紹摸著他說：「這孩子是千里馬啊。」到他十三歲時父親逝世，一哭泣就會感動路人。南梁天監初年，他任職太學博士、宣惠將軍豫章王蕭綜的行參軍。他年少好學，博覽羣書，沈約、任昉等人若遺忘書本內容，都會訪問他；曾和沈約談及宗廟酒器與何承天《纂文》內容，劉杳都能正確回答。沈約郊居大宅興建新樓閣，他為此詩寫下贊詩二首，並撰寫文章交給沈約，沈約立即命人將贊詩寫在牆壁，證明他是如此獲得沈約欣賞。劉杳與任昉、周捨談天，二人多次問他不同事物的來歷，他也一一講到出處，讓王僧孺驚嘆；范岫撰寫《字書音訓》，又訪問他，他的博學和記憶力從這些事都能看出來。
後來劉杳協助周捨撰寫國史，外任臨津縣令，有好的功績，任滿後，縣內三百多人上表請求讓他留任，得准許；他卻以自己久疾病解任，回朝後除授雲麾晉安王府參軍。詹事徐勉推舉劉杳、顧協等五人入華林園撰寫《遍略》，書成後他以本官兼任廷尉正，又以腳病去官，並寫下《林庭賦》。王僧孺看到後感嘆：「《郊居》以後再沒有這樣的作品了。」普通元年（520年），朝廷授他建康正職務，遷尚書駕部郎；幾個月後改為署任儀曹郎，僕射徐勉在臺閣的文議都委派他負責。不久他到餘姚充當縣令，在縣內清正廉潔，從不接受他人饋贈，湘東王蕭繹發教旨褒獎，回京後獲任宣惠湘東王記室參軍，因為母親逝世辭官。服喪完畢，再擔任王府記室，兼東宮通事舍人。大通元年（527年），劉杳遷轉為步兵校尉，依然兼任舍人。昭明太子對他說：「酒並非你的嗜好，卻任職酒廚職務，是為了不愧對古人。」很快就得到詔令代替裴子野知著作郎事。昭明太子去世，新立太子，舊例原本的東官官員都要離任，但劉杳獲特敕留任，仍然在注釋昭明太子的《徂歸賦》，被稱為知識廣博的人。僕射何敬容上奏讓他轉官王府諮議，梁武帝說：「劉杳須先經中書侍郎。」因此除授中書侍郎，很快出任平西湘東王諮議參軍，仍然兼舍人、知著作，遷轉為尚書左丞。大同二年（536年）於任內去世，虛歲五十。
劉杳修心養性、清廉儉樸，沒有嗜好；個性不自己敗壞，不談論他人長短，看過佛教經典後，經常施行慈悲和忍辱。天監十七年（518年）母親離世後，他就不再吃肉，堅持吃素。臨終前，他遺言用法衣下斂，以無帷蓋的車子載著棺木到舊墓下葬，容納到棺就可以，不需設立靈堂拜祭，他的兒子亦跟隨他的話辦事。劉杳自年輕至年老寫下很多作品，包括《要雅》五卷、《楚辭草木疏》一卷、《高士傳》二卷、《東宮新舊記》三十卷、《古今四部書目》五卷，都流傳下來。

## 引用
1. 1 2  《梁書·卷五十·列傳第四十四》：劉杳字士深，平原平原人也。祖乘民，宋冀州刺史。父聞慰，齊東陽太守，有清績，在《齊書·良政傳》。杳年數歲，徵士明僧紹見之，撫而言曰：「此兒實千里之駒。」十三，丁父憂，每哭，哀感行路。天監初，爲太學博士、宣惠豫章王行參軍。
2. 1 2  《南史·卷四十九·列傳第三十九》：懷慰字彥泰，懷珍從子也。祖奉伯，宋元嘉中為冠軍長史。父乘人，冀州刺史，死于義嘉事。……子霽、杳、歊。……杳字士深，年數歲，征士明僧紹見之，撫而言曰：「此兒實千里之駒。」十三丁父憂，每哭，哀感行路。梁天監中，為宣惠豫章王行參軍。
3. ↑  《梁書·卷五十·列傳第四十四》：杳少好學，博綜羣書，沈約、任昉以下，每有遺忘，皆訪問焉。嘗於約坐語及宗廟犧樽，約云：「鄭玄答張逸，謂爲畫鳳皇尾娑娑然。今無復此器，則不依古。」杳曰：「此言未必可按。古者樽彝，皆刻木爲鳥獸，鑿頂及背，以出內酒。頃魏世魯郡地中得齊大夫子尾送女器，有犧樽作犧牛形；晉永嘉賊曹嶷於青州發齊景公冢，又得此二樽，形亦爲牛象。二處皆古之遺器，知非虛也。」約大以爲然。約又云：「何承天《纂文》奇博，其書載張仲師及長頸王事，此何出？」杳曰：「仲師長尺二寸，唯出《論衡》。長頸是毘騫王，朱建安《扶南以南記》云：古來至今不死。」約即取二書尋檢，一如杳言。約郊居宅時新構閣齋，杳爲贊二首，並以所撰文章呈約，約即命工書人題其贊于壁。仍報杳書曰：「生平愛嗜，不在人中，林壑之歡，多與事奪。日暮塗殫，此心往矣；猶復少存閑遠，徵懷清曠。結宇東郊，匪云止息，政復頗寄夙心，時得休偃。仲長游居之地，休璉所述之美，望慕空深，何可髣髴。君愛素情多，惠以二贊。辭采妍富，事義畢舉，句韻之間，光影相照，便覺此地，自然十倍。故知麗辭之益，其事弘多，輒當置之閣上，坐臥嗟覽。別卷諸篇，並爲名制。又山寺旣爲警策，諸賢從時復高奇，解頤愈疾，義兼乎此。遲此敘會，更共申析。」其爲約所賞如此。
4. ↑  《南史·卷四十九·列傳第三十九》：懷慰字彥泰，懷珍從子也。祖奉伯，宋元嘉中為冠軍長史。父乘人，冀州刺史，死于義嘉事。……子霽、杳、歊。……杳字士深，年數歲，征士明僧紹見之，撫而言曰：「此兒實千里之駒。」十三丁父憂，每哭，哀感行路。梁天監中，為宣惠豫章王行參軍。杳博綜群書，沈約、任昉以下每有遺忘，皆訪問焉。嘗於約坐語及宗廟犧樽，約云：「鄭玄答張逸謂為畫鳳皇尾婆娑然。今無復此器，則不依古。」杳曰：「此言未必可安。古者樽彝皆刻木為鳥獸，鑿頂及背以出內酒。魏時魯郡地中得齊大夫子尾送女器，有犧樽作犧牛形。晉永嘉中，賊曹嶷于青州發齊景公塚又得二樽，形亦為牛象。二處皆古之遺器，知非虛也。」約大以為然。約又云：「何承天纂文奇博，其書載張仲師及長頸王事，此何所出？」杳曰：「仲師長尺二寸，唯出論衡。長頸是毗騫王，朱建安扶南以南記云：'古來至今不死'。」約即取二書尋檢，一如杳言。約郊居宅時新構閣齋，杳為贊二首，並以所撰文章呈約，約即命工書人題其贊於壁。仍報杳書，共相歎美。
5. ↑  《梁書·卷五十·列傳第四十四》：又在任昉坐，有人餉昉𣒅酒而作榐字。昉問杳：「此字是不？」杳對曰：「葛洪《字苑》作木旁𠯌。」昉又曰：「酒有千日醉，當是虛言。」杳云：「桂陽程鄉有千里酒，飲之至家而醉，亦其例也。」昉大驚曰：「吾自當遺忘，實不憶此。」杳云：「出楊元鳳所撰《置郡事》。元鳳是魏代人，此書仍載其賦，云三重五品，商溪摖里。」時即檢楊記，言皆不差。王僧孺被敕撰譜，訪杳血脈所因。杳云：「桓譚《新論》云：『太史《三代世表》，旁行邪上，並效周譜。』以此而推，當起周代。」僧孺歎曰：「可謂得所未聞。」周捨又問杳：「尚書官著紫荷橐，相傳云『挈囊』，竟何所出？」杳答曰：「《張安世傳》曰『持橐簪筆，事孝武皇帝數十年』。韋昭、張晏注並云『橐，囊也。近臣簪筆，以待顧問』。」范岫撰《字書音訓》，又訪杳焉。其博識強記，皆此類也。
6. ↑  《南史·卷四十九·列傳第三十九》：又在任昉坐，有人餉昉沖酒而作搌字，昉問杳此字是不，杳曰：「葛洪字苑作木旁右。」昉又曰：「酒有千日醉，當是虛言。」杳曰：「桂陽程鄉有千里酒，飲之至家而醉。亦其例。」昉大驚曰：「吾自當遺忘，實不憶此。」杳云：「出楊元鳳所撰置郡事。元鳳是魏代人，此書仍載其賦'三重五品，商溪況裏'。」昉即檢楊記，言皆不差。王僧孺被使撰譜，訪杳血脈所因。杳云：「桓譚新論云：'太史三代世表旁行邪上，並效周譜。'以此而推，當起周代。」僧孺歎曰：「可謂得所未聞。」周捨又問杳尚書著紫荷橐，相傳云挈囊，竟何所出？「杳曰：「張安世傳云：'持橐簪筆，事孝武皇帝數十年。'韋昭、張晏注並曰：'橐，囊也。簪筆以待顧問。'範岫撰字書音訓又訪杳焉。尋佐周捨撰國史。
7. ↑  《梁書·卷五十·列傳第四十四》：尋佐周捨撰國史。出爲臨津令，有善績。秩滿，縣人三百餘人詣闕請留，敕許焉。杳以疾陳解，還除雲麾晉安王府參軍。詹事徐勉舉杳及顧協等五人入華林撰《遍略》，書成，以本官兼廷尉正，又以足疾解。因著《林庭賦》。王僧孺見之歎曰：「《郊居》以後，無復此作。」普通元年，復除建康正，遷尚書駕部郎；數月，徙署儀曹郎，僕射勉以臺閣文議專委杳焉。出爲餘姚令，在縣清潔，人有饋遺，一無所受，湘東王發教褒稱之。還除宣惠湘東王記室參軍，母憂去職。服闋，復爲王府記室，兼東宮通事舍人。大通元年，遷步兵校尉，兼舍人如故。昭明太子謂杳曰：「酒非卿所好，而爲酒廚之職，政爲不愧古人耳。」俄有敕，代裴子野知著作郎事。昭明太子薨，新宮建，舊人例無停者，敕特留杳焉。仍注太子《徂歸賦》，稱爲博悉。僕射何敬容奏轉杳王府諮議，高祖曰：「劉杳須先經中書。」仍除中書侍郎。尋爲平西湘東王諮議參軍，兼舍人、知著作如故。遷爲尚書左丞。大同二年，卒官，時年五十。
8. ↑  《南史·卷四十九·列傳第三十九》：出為臨津令，有善績，秩滿，縣三百餘人詣闕請留，敕許焉。後詹事徐勉舉杳及顧協等五人入華林撰遍略，書成，以晉安王府參軍兼廷尉正，以足疾解。因著林庭賦，王僧孺見而歎曰：「郊居以後，無復此作。」累遷尚書儀曹郎，僕射徐勉以台閣文議專委杳焉。出為余姚令，在縣清潔。湘東王繹發教褒美之。大通元年，為步兵校尉，兼東宮通事舍人。昭明太子謂曰：「酒非卿所好，而為酒廚之職，政為卿不愧古人耳。」太子有瓠食器，因以賜焉，曰：「卿有古人之風，故遺卿古人之器。」俄有敕代裴子野知著作郎事。昭明太子薨，新宮建，舊人例無停者，敕特留杳焉。僕射何敬容奏轉杳王府諮議，武帝曰：「劉杳須先經中書。」仍除中書侍郎。尋為平西湘東諮議參軍，兼舍人、著作如故。遷尚書左丞，卒。
9. ↑  《梁書·卷五十·列傳第四十四》：杳治身清儉，無所嗜好。爲性不自伐，不論人短長，及睹釋氏經教，常行慈忍。天監十七年，自居母憂，便長斷腥膻，持齋蔬食。及臨終，遺命斂以法服，載以露車，還葬舊墓，隨得一地，容棺而已，不得設靈筵祭醊。其子遵行之。杳自少至長，多所著述。撰《要雅》五卷、《楚辭草木疏》一卷、《高士傳》二卷、《東宮新舊記》三十卷、《古今四部書目》五卷，並行於世。
10. ↑  《南史·卷四十九·列傳第三十九》：杳清儉無所嗜好，自居母憂，便長斷腥膻，持齋蔬食。臨終遺命：「斂以法服，載以露車，還葬舊墓，隨得一地，容棺而已。不得設靈筵及祭醊。」其子遵行之。撰要雅五卷，楚辭草木疏一卷，高士傳二卷，東宮新舊記三十卷，古今四部書目五卷，文集十五卷，並行於世。

## 延伸阅读
[在维基数据编辑]
 《梁書·卷50》，出自姚思廉《梁書》